# Église de São Marcos (Braga)
 (septembre 2024).

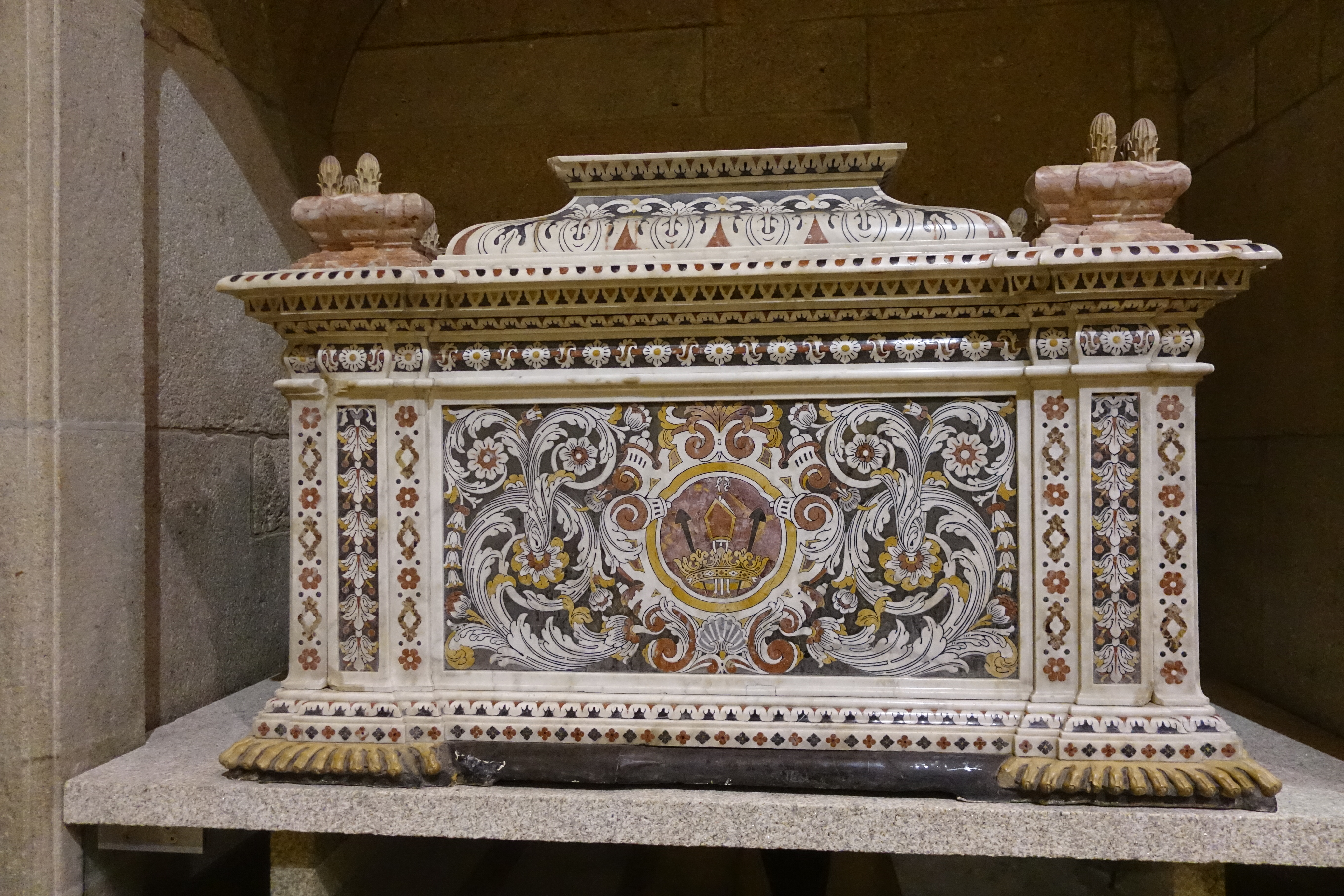
Tombeau de Saint Marc

L'église de l'Hôpital ou église de São Marcos est une église de Braga, au Portugal, située dans l'ancien hôpital de São Marcos. Elle appartient à la Santa Casa da Misericórdia de Braga.

## Histoire
Elle a été construite au XVIIIe siècle selon un projet de l'architecte Carlos Amarante.

### Tombeau de Saint Marc
Les reliques du corps de l'Apôtre et de l'Évêque Saint Marc se trouvent dans cette église pour la vénération des fidèles.

### Chapelle de S. Bentinho
Contre la façade ouest du bâtiment se trouve la chapelle de S. Bentinho.

### Hôtel
En 2016, le pavillon nord, à l'exclusion de l'église de S. Marcos, de la Chapelle de S. Bento et Farmácia da Misericórdia, a été transformé en hôtel « Vila Galé ».

## Source de traduction
- (pt) Cet article est partiellement ou en totalité issu de l’article de Wikipédia en portugais intitulé « Igreja de São Marcos (Braga) » (voir la liste des auteurs).